# دوغنبدان
دوغنبدان (بالفارسية: دوگنبدان) هي مدينة تقع في إيران في قسم. يقدر عدد سكانها بـ 81,902 نسمة .